# جورج ريد (سياسي)
جورج ريد (بالإنجليزية: George Houstoun Reid )‏ (و. 1845 – 1918 م) هو سياسي، ودبلوماسي من المملكة المتحدة لبريطانيا العظمى وأيرلندا، توفي في لندن، عن عمر يناهز 73 عاماً، بسبب الأمراض الدماغية الوعائية.
ولد ريد في جونستون، رينفروشاير، اسكتلندا. هاجر مع عائلته إلى أستراليا عندما كان صغيرًا. استقروا بدايةً في ملبورن، لكنهم انتقلوا إلى سيدني عندما بلغ ريد الثالثة عشرة من عمره، وحينئذ ترك المدرسة وبدأ العمل ككاتب. انضم لاحقًا إلى الخدمة المدنية في نيو ساوث ويلز، وترقى في الرتب ليصبح سكرتيرًا لإدارة المدعي العام. كان ريد أيضًا مثقفًا عامًا، فقد نشر العديد من الأعمال في الدفاع عن الليبرالية والتجارة الحرة. بدأ دراسة القانون عام 1876 وقبلته نقابة المحامين عام 1879. في عام 1880 استقال من الخدمة المدنية للترشح للبرلمان، وفاز في انتخابات الجمعية التشريعية لنيو ساوث ويلز.
منذ عام 1883 وحتى عام 1884 شغل ريد منصب وزير التعليم العام في حكومة ألكسندر ستيوارت. انضم إلى حزب التجارة الحرة بقيادة هنري باركس في عام 1887، لكنه رفض الخدمة في حكومات باركس بسبب العداء الشخصي. عندما استقال باركس من منصب زعيم الحزب في عام 1891، انتخِب ريد بدلًا منه. أصبح رئيس الوزراء بعد انتخابات عام 1894 وبقي في منصبه لأكثر من خمس سنوات بقليل. على الرغم من عدم فوزه بحكومة الأغلبية، فقد تمكن ريد من تمرير عدد من الإصلاحات المحلية المتعلقة بالخدمة المدنية والمالية العامة. كان من دعاة الاتحاد ولعب دورًا في صياغة الدستور الجديد، وعُرف كمدافع قوي عن مصالح مستعمرته. في عام 1901 انتخب عضوًا في البرلمان الفيدرالي الجديد ممثلًا لدائرة شرق سيدني.
احتفظ ريد بقيادة حزب التجارة الحرة بعد الاتحاد، وأصبح أول زعيم للمعارضة في أستراليا. في السنوات القليلة الأولى، حكم حزب الحمائية بدعم من حزب العمال. انهارت حكومة الأقلية الحمائية بقيادة ألفرد ديكين في أبريل 1904، وخلفه لفترة وجيزة كريس واتسون من حزب العمال، الذي أثبت عدم قدرته على الحكم واستقال بعد أربعة أشهر. نتيجة لذلك، أصبح ريد رئيسًا للوزراء في أغسطس 1904، على رأس حكومة أقلية أخرى. ضم أربعة من الحمائيين في حكومته، لكنه لم يتمكن من تحقيق الكثير قبل إسقاط حكومته في يوليو 1905. ومن الاستثناءات البارزة إقرار قانون الكومنولث التاريخي للتوفيق والتحكيم، الذي تناول العلاقات الصناعية.
في انتخابات عام 1906 حصل ريد على أكبر عدد من الأصوات في مجلس النواب وأكبر عدد من المقاعد، لكنه كان أقل من الأغلبية ولم يتمكن من تشكيل حكومة. استقال من منصب زعيم الحزب في عام 1908، بعد معارضة تشكيل حزب الكومنولث الليبرالي (الاندماج مع الحمائية). قبِل ريد تعيينه كأول مفوض سامٍ لأستراليا في المملكة المتحدة في عام 1910، وظل في هذا المنصب حتى عام 1916. بعد ذلك فاز في انتخابات مجلس العموم في المملكة المتحدة، وخدم حتى وفاته المفاجئة بعد ذلك بعامين.

## مهنة الخدمة العامة
في عام 1864 انضم ريد إلى الخدمة المدنية في نيو ساوث ويلز كمحاسب مساعد في الخزانة الاستعمارية، براتب سنوي قدره 200 جنيه إسترليني. رُقي إلى كاتب مراسلات وعقود في عام 1868، ثم إلى رئيس كتبة المراسلات في عام 1874 براتب قدره 400 جنيه إسترليني. في عام 1876 بدأ في دراسة القانون بجدية، ليوفر الدخل المستقل الضروري لممارسة المهنة البرلمانية (نظرًا لأن الخدمة البرلمانية لم تكن مدفوعة الأجر في ذلك الوقت). تولى رئاسة النيابة العامة عام 1878. في عام 1879 تأهل ريد لمنصب محام في القضاء العالي. لقد صنع لنفسه اسمًا بنشره كتيبات عن قضايا الساعة. في عام 1875 نشر مقالاته الخمس عن التجارة الحرة، والتي منحته عضوية فخرية في نادي كوبدن، وفي عام 1878 نشرت الحكومة كتابه نيو ساوث ويلز، المستعمرة الأم للأستراليين، لتوزيعه في أوروبا.

## الحياة السياسية
ساعدته بديهته الحاضرة وخطاباته المسلية في مهنته، ووُصِف ريد بأنه «ربما يكون أفضل متحدث في الإمبراطورية»، سواء بتسلية أو توعية الجمهور «الذي توافد على اجتماعاته الانتخابية بغية الترفيه الشعبي». في حادثة معينة، ظهر ذكاؤه السريع وميله للفكاهة عندما ما قاطعه شخص ما مشيرًا إلى كرشه البارز وصرخ قائلًا «ماذا ستسميه يا جورج؟» ليرد عليه ريد: «إذا كان صبيًا سأسميه تيمنًا بي، وإذا كانت فتاةً سأسميها فيكتوريا، ولكنني أشك وبقوة أن لا شيء فيه سوى البول والريح، وعلى هذا سأسميه تيمنًا بك». لكن روحه المرحة لم تكن موضع تقدير عالمي. كان ألفرد ديكين يكره ريد، واصفًا إياه بأنه «عبثي للغاية وأناني عن سابق إصرار» وأثرت علاقتهما الباردة على حياتهما المهنية لاحقًا.
تصدر ريد التصويت في انتخابات الجمعية التشريعية لنيو ساوث ويلز كعضو عن الدائرة الانتخابية المكونة من أربعة أعضاء في شرق سيدني في عام 1880. لم يكن نشطًا جدًا في البداية، وكان يبني ممارسته القانونية، على الرغم من أنه كان مهتمًا بإصلاح قوانين روبرتسون للأراضي، التي لم تمنع 96 مالكًا للأراضي من السيطرة على ثمانية ملايين فدان (32,000 كم²) بينهم. حاول هنري باركس وجون روبرتسون إجراء تعديلات طفيفة على قوانين الأرض لكنهما هُزما وفي الانتخابات اللاحقة خسر حزب باركس العديد من المقاعد.
عرض رئيس الوزراء الجديد، ألكسندر ستيوارت، على ريد منصب أمين الخزانة الاستعمارية في يناير 1883، لكنه اعتقد أنه من الحكمة قبول منصب وزير التعليم العام. وقد خدم 14 شهرًا في هذا المنصب ونجح في إصدار قانون تعليم محسّن كثيرًا، والذي تضمن إنشاء المدارس الثانوية الحكومية الأولى في المدن الرائدة، والمدارس التقنية (التي أصبحت نموذجًا للمستعمرات الأخرى)، وتوفير المحاضرات المسائية في الجامعة.
في فبراير 1884 خسر ريد مقعده في البرلمان بسبب الشكليات، ورأت لجنة الانتخابات والمؤهلات أن الحاكم قد أصدر بالفعل خمسة إعلانات قبل تعيين فرانسيس ساتور في منصب وزير التعليم العام، وبالتالي فإن تعيين كل من ساتور وخلفه ريد أمر خاطئ. في الانتخابات الفرعية الناتجة، هُزم ريد بأغلبية صغيرة نتيجة للصعوبات المالية للحكومة بسبب خسارة الإيرادات من تعليق مبيعات الأراضي. في عام 1885 أعيد انتخابه في شرق سيدني ولعب دورًا كبيرًا في التجارة الحرة أو قضية الحماية. لقد دعم السير هنري باركس في جانب التجارة الحرة، ولكن عندما وصل باركس إلى السلطة عام 1887، رفض مقعدًا في وزارته. عرض عليه باركس حقيبة بعد ذلك بعامين ورفض ريد مرة أخرى. لم يكن يحب باركس شخصيًا وشعر أنه لن يكون قادرًا على العمل معه. عندما أقِرت مدفوعات أعضاء البرلمان، دفع ريد، الذي لطالما عارض ذلك، مبلغ راتبه إلى الخزانة. أصبح ريد محاميًا رائدًا في سيدني من خلال إثارة إعجاب المحلفين من خلال الاستجوابات التي أجراها وعيّن مستشارًا للملكة في عام 1898. في مايو 1891 صوت أربعة تجار أحرار، ريد، وجاك وانت، وجون هاينز، وجوناثان سيفر، ضد وزارة باركس الخامسة في اقتراح بحجب الثقة، والتي هُزمت فقط بالتصويت المدلى به لرئيس الجمعية التشريعية. في حين نجت الحكومة من الاقتراح، حُلّ البرلمان في 6 يونيو 1891.

## مناصب
تولى منصب عضو برلمان المملكة المتحدة الـ30 (11 يناير 1916–12 سبتمبر 1918)، ورئيس وزراء أستراليا (18 أغسطس 1904–5 يوليو 1905)، وعضو مجلس النواب الاسترالى (4 سبتمبر 1903–24 ديسمبر 1909)، وعضو مجلس النواب الاسترالى (30 مارس 1901–18 أغسطس 1903)، وPremier of New South Wales ‏ (3 أغسطس 1894–13 سبتمبر 1899)، وعضو الجمعية التشريعية نيو ساوث ويلز (3 أغسطس 1894–30 مارس 1901)، وعضو الجمعية التشريعية نيو ساوث ويلز (17 يوليو 1894–11 يونيو 1901)، وعضو الجمعية التشريعية نيو ساوث ويلز (14 ديسمبر 1880–3 أغسطس 1884)، وعضو الجمعية التشريعية نيو ساوث ويلز (17 نوفمبر 1880–25 يونيو 1894)، ووزير الخارجية ‏، ومستشار الملك، وسفير.

## التعليم
تعلم في Wesley College, Melbourne ‏.

## جوائز
حصل على جوائز منها:
- وسام فارس الصليب الأعظم
- وسام الصليب الأكبر من رتبة القديسان ميخائيل وجرجس
- الدكتوراة الفخرية من جامعة أكسفورد.

## روابط خارجية
- جورج ريد على موقع الموسوعة البريطانية (الإنجليزية)
- جورج ريد على موقع إن إن دي بي (الإنجليزية)